# Prefettura autonoma tibetana di Dêqên
La prefettura autonoma tibetana di Dêqên (in cinese: 迪庆藏族自治州, pinyin: Díqìng Zàngzú Zìzhìzhōu; in tibetano: བདེ་ཆེན་བོད་རིགས་རང་སྐྱོང་ཁུལ་, Wylie: Bde-chen Bod-rigs rang-skyong khul) è una prefettura autonoma della provincia dello Yunnan, in Cina.

## Suddivisioni amministrative
- Shangri-La
- Contea di Dêqên
- Contea autonoma lisu di Weixi